# Зармихр Карен
Зармихр Карен (умер в 558 г. н. э.) — иранский аристократ из Дома Карен, одного из семи Великих домов Парфии, служивший сасанидским губернатором Забулистана, сын Сухры.